# Pie X
Pour les articles homonymes, voir Pie X (homonymie).
Giuseppe Melchiorre Sarto, né le 2 juin 1835 à Riese en Vénétie (alors dans le royaume de Lombardie-Vénétie, maintenant Riese Pio X, dans la province de Trévise, en Italie) et mort le 20 août 1914 à Rome, est un prélat italien et saint de l'Église catholique. Il est successivement prêtre, évêque de Mantoue, Patriarche de Venise (archevêque) et cardinal, avant d'être élu pape le 4 août 1903 sous le nom de Pie X. En qualité d'évêque de Rome et chef d'État du Vatican, il est le 257e pape de l'Église catholique jusqu'à sa mort.
Son pontificat est marqué par l'importance du thomisme comme principale méthode philosophique à enseigner dans les institutions catholiques, par son opposition à divers courants philosophiques de son époque, que Pie X perçoit comme autant d'erreurs incompatibles avec le dogme catholique, en particulier le modernisme, où il voit la synthèse de toutes les hérésies.
Le règne de Pie X se distingue également par des réformes ecclésiales, notamment en ce qui concerne la réception quotidienne de l'eucharistie ou l'abaissement de l'âge minimum des enfants pour l'admission à la première communion. Pie X a encouragé le Mouvement liturgique en formulant le principe de la participatio actuosa (participation active des fidèles) dans son motu proprio Tra le sollecitudini, et entrepris une réforme de la curie romaine avec la constitution apostolique Sapienti consilio en 1908.
Connu pour son mode de vie frugal, Pie X a refusé toute sorte de faveurs pour sa famille.
Il a été béatifié le 3 juin 1951, puis canonisé le 29 mai 1954. Il est donc « saint Pie X » pour les catholiques. Sa fête liturgique a été fixée en 1955 au 3 septembre, puis au 21 août à partir de 1969.

## Jeunesse et itinéraire pastoral

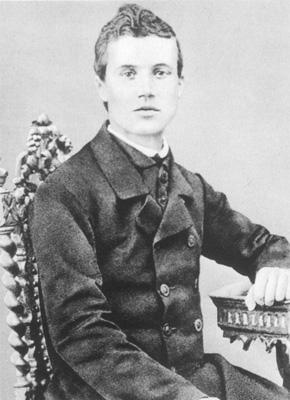
Giuseppe Sarto jeune.

Giuseppe Melchiorre Sarto est né dans une famille très modeste. Son père, Giovanni Battista Sarto (1792-1852), est facteur rural et appariteur de mairie à Riese, chargé de parcourir les rues de la commune afin d'annoncer les événements locaux et les instructions de la mairie. Sa mère, Margherita Sanson (1813-1894), est couturière.
Deuxième d'une famille de dix enfants, Giuseppe veut être prêtre depuis son enfance, mais la situation économique de sa famille ne le permet pas. C'est le curé de sa paroisse qui trouve le soutien financier, grâce auquel Giuseppe peut entrer au grand séminaire de Padoue, à l'âge de 15 ans, à l'automne 1850. Son père meurt en 1852. Lors de sa dernière année d'études, il est nommé « directeur du chant des clercs » de l'école de chant grégorien, créée par l'évêque de Padoue Grégoire Barbarigo († 1697).
Giuseppe Sarto est ordonné prêtre le 18 septembre 1858. Ses neuf premières années de prêtre sont celles d'un vicaire d'une église rurale de la paroisse de Tombolo. Il y crée une petite école de chant grégorien pour que les paroissiens puissent chanter pendant la messe, dans cette province italienne dépendant de l'Empire autrichien.
À la suite du conflit entre François-Joseph Ier d'Autriche  et le royaume de Sardaigne en 1859, Victor-Emmanuel II, allié à l'empereur des Français, Napoléon III, annexe la province de Lombardie et sa capitale, Milan, puis la quasi-totalité de la botte italienne. Il se proclame roi d'Italie et transfère sa capitale à Florence. Mais la Vénétie où vit Sarto reste autrichienne jusqu'en 1866, où elle est rétrocédée à l'Italie. L'abbé Sarto, qui était sujet du très catholique empereur d'Autriche, devient sujet du libéral roi d'Italie. 
L'abbé Sarto est alors nommé pendant 8 ans archiprêtre de Salzano, paroisse proche de Venise, en 1867. 
Il est chanoine de la cathédrale de Trévise en 1875 et directeur spirituel du séminaire diocésain. À quarante ans, c'est une certaine promotion pour un prêtre issu d'un milieu modeste. Il est dans la ligne de Pie IX, qui, depuis septembre 1870, a perdu les États pontificaux, Rome étant devenue capitale du royaume d'Italie. Âgé de 78 ans, le pape Pie IX, se considérant prisonnier, s'enferme dans son palais du Vatican, où il meurt 8 ans plus tard. Le conclave élit Léon XIII, qui prône une politique de réconciliation et d'ouverture. 
Sarto poursuit son ministère en exerçant de plus en plus de responsabilités à l'évêché, dont il devient chancelier. Comme spécialiste reconnu du chant grégorien, le chanoine Sarto participe, en 1882, au congrès européen d'Arezzo pour la musique sacrée. Il y soutient les moines de l'abbaye Saint-Pierre de Solesmes en faveur de la restauration du chant grégorien, alors que le pape Léon XIII défend plutôt le chant néo-médicéen.

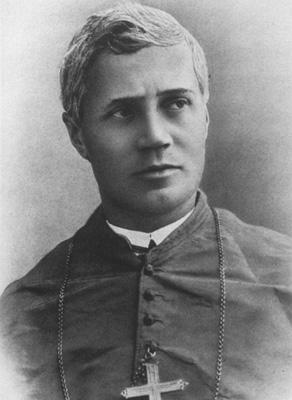
Sarto, jeune évêque.

En 1879, l'évêque Federico Maria Zinelli meurt et Sarto est élu vicaire capitulaire pour s'occuper du diocèse jusqu'à l'installation d'un nouvel évêque en juin 1880. Après 1880, Sarto enseigne la théologie dogmatique et la théologie morale au séminaire de Trévise. 
Le 10 novembre 1884, à 49 ans, après une dispense car il n'avait pas de doctorat, il est consacré évêque de Mantoue. Sa mère embrasse à plusieurs reprises sa bague et lui dit : « Mais tu n'aurais pas cette belle bague, mon fils, si je n'avais pas celle-ci », lui montrant son alliance. Il effectue deux visites pastorales et organise un synode diocésain. Il est nommé au poste honorifique d'assistant au trône pontifical le 19 juin 1891.

## Cardinalat et patriarcat
En 1893, le patriarcat de Venise devient vacant. Le pape Léon XIII décide de l'y nommer. Sarto refuse d'abord, puis accepte, déclarant à un journal local qu'il se sentait « anxieux, terrifié et humilié ». Il est nommé cardinal de l'ordre des cardinaux prêtres lors d'un consistoire secret le 12 juin 1893. Lors du consistoire public du 15 juin, le pape lui donne son galero rouge de cardinal, lui assigne l'église titulaire de San Bernardo alle Terme et le nomme patriarche de Venise. Cela pose cependant des difficultés, car le gouvernement de l'Italie réunifiée revendiquait le droit de nommer le patriarche, puisque le précédent souverain, l'empereur d'Autriche, avait exercé ce pouvoir. Ce conflit fit passer le nombre de sièges vacants rapidement à 30. Les mauvaises relations entre la Curie romaine et le gouvernement civil italien depuis 1870 firent qu'il n'eut pas son exequatur avant 1894.
Arrivé à Venise, il fut officiellement intronisé le 24 novembre 1894. Il y publie le 1er mai 1895 une Lettre pastorale sur le chant d'Église en présentant des principes généraux pour l'organisation et la réalisation de la prière commune, chantée et liturgique.

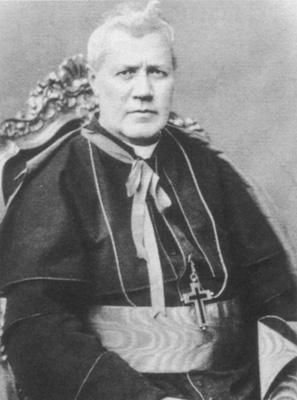
Giuseppe Sarto, cardinal.

## Élection
Léon XIII meurt en 1903. Son successeur le plus probable est le secrétaire d'État, le cardinal Mariano Rampolla del Tindaro, qui totalise 29 voix lors du premier scrutin ; à sa grande surprise, Sarto a 5 voix. Mais chaque vote voit progresser le score de ce dernier tandis que celui de Rampolla tend à se tasser. La révélation au conclave de l'exclusive lancée par l'Autriche-Hongrie à l'encontre de Rampolla scandalise l'ensemble du Sacré-Collège et Sarto refuse la perspective d'être élu pontife. Cependant, ayant cédé aux instances du cardinal-doyen Luigi Oreglia di Santo Stefano, et de l'archevêque de Milan, Andrea Carlo Ferrari, il finit par accepter. Le 4 août, Sarto est donc élu pape en dépassant largement les deux tiers des suffrages nécessaires (50 sur 62). Il a alors 68 ans.

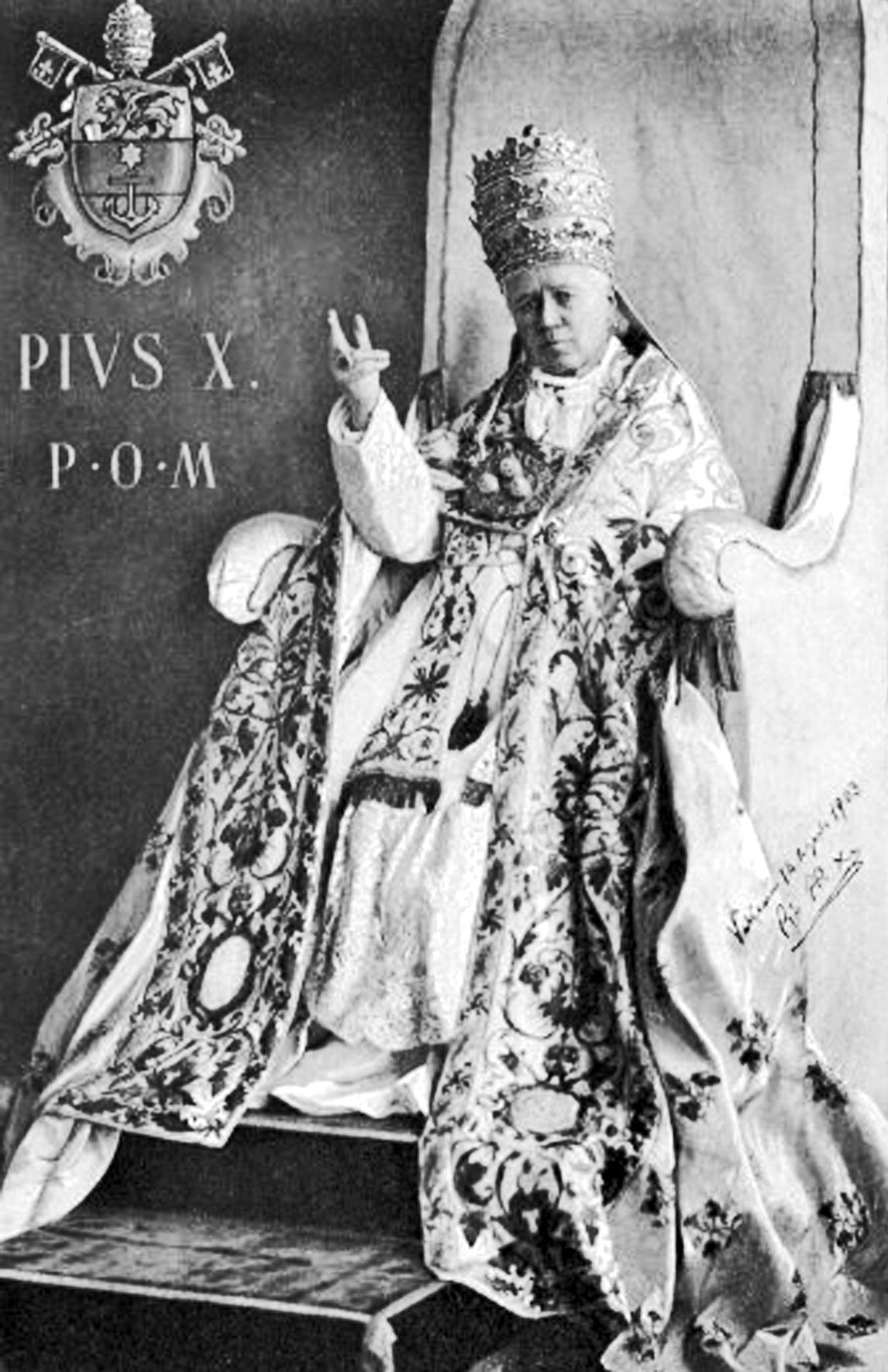
Portrait de Pie X revêtu des parements liturgiques, réalisé peu après son élection.

Il choisit de prendre le nom de Pie X en souvenir des papes du XIXe siècle qui « [avaient] courageusement lutté contre les sectes et les erreurs pullulantes ». Il est intronisé le 9 août. Un de ses premiers actes est d'interdire l'exclusive, pratique qui avait empêché Rampolla d'être élu.

## Pontificat

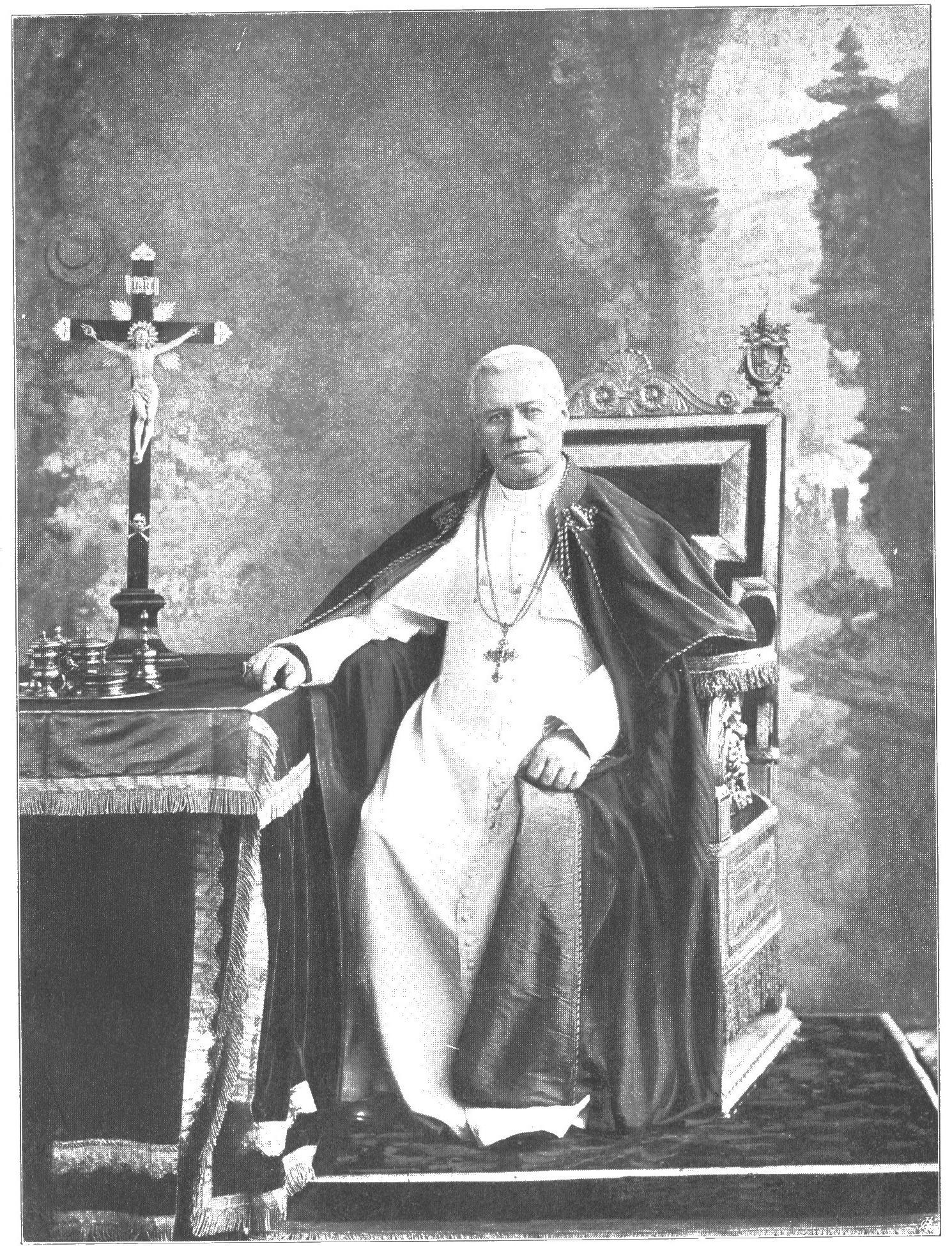
Photo de Pie X.

Le nouveau pape n'a pas eu de formation académique poussée, et n'a aucune expérience diplomatique. Aussi s'entoure-t-il de personnalités comme le cardinal Rafael Merry del Val, Espagnol de 38 ans, polyglotte et directeur de l'Académie des nobles ecclésiastiques, dont Pie X fait son secrétaire d'État.
Issu d'un milieu populaire et voulant continuer de vivre dans la simplicité, Pie X fait aménager au Vatican un appartement d'une grande austérité.

### Conservateur et réformateur
Le nouveau pape s'écarte de la conception conciliatrice de son prédécesseur, et affiche tout de suite une tendance théologique conservatrice. En matière administrative par contre, il se montre réformateur: il confie à Pietro Gasparri une refonte du droit canonique, qui aboutit à la promulgation du Code de droit canonique de 1917.
Il publie en 1812 le Catéchisme de la doctrine chrétienne (aujourd'hui usuellement appelé Catéchisme de saint Pie X), ainsi que les Premiers Éléments de la doctrine chrétienne (ou Petit Catéchisme de Pie X publié en 1905 dans une première édition de son catéchisme). Ce catéchisme a fait l'objet d'un éloge pontifical public de Benoît XVI lors de l'audience générale du 18 août 2010.
Sur le plan financier, il réunit les revenus du denier de Saint-Pierre et ceux du patrimoine du Vatican puis fait acheter de nouveaux bâtiments. Il réforme l'organisation de la curie romaine par la constitution Sapienti consilio du 29 juin 1908, supprimant des dicastères devenus inutiles et en concentrant les prérogatives des différents organes.
Avec le décret Quam singulari » du 8 août 1910, Pie X demande que les enfants fassent leur première communion dès l'âge de raison, ce qui aboutit en pratique à une inversion de l'ordre traditionnel des sacrements, en plaçant la communion avant la confirmation. Rite de passage important du début de l'adolescence, l'ancienne première communion qui se célébrait vers douze ans est alors maintenue en France en se transformant en cérémonie de profession de foi ou « communion solennelle ».

### Antimodernisme

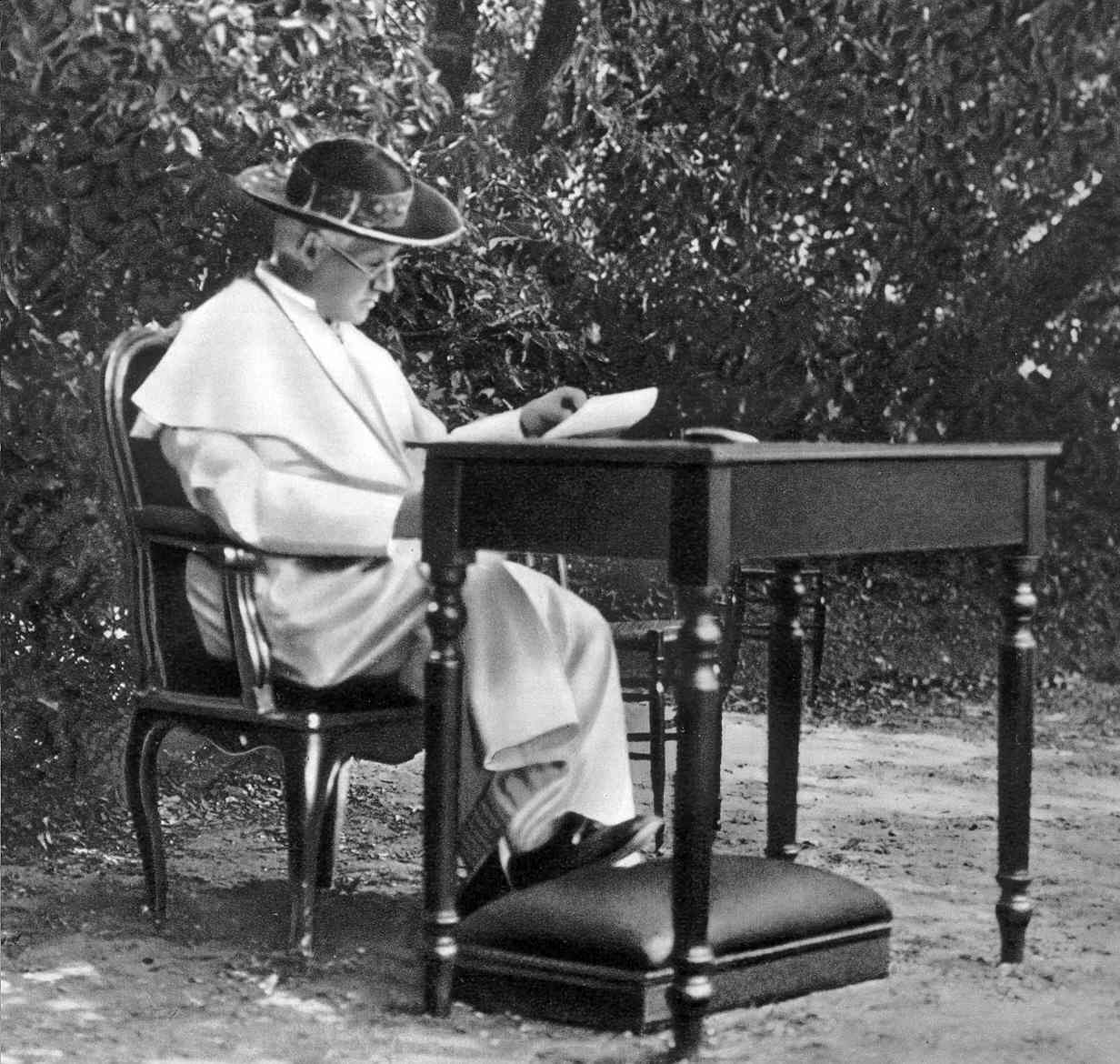
Pie X dans les jardins du Vatican.

Le modernisme est à l'époque une tendance théologique considérée par les courants intransigeants, dominant les autorités catholiques d'alors, comme « déviante » et menant à des erreurs qui peuvent conduire à l'hérésie.
Dans la constitution apostolique Lamentabili sane exitu (1907), Pie X condamne formellement 65 propositions dites « modernistes », rappelées dans l'encyclique Pascendi. Celle-ci rejette notamment les thèses d'Alfred Loisy qui est excommunié.
Le résumé de la position antimoderniste est donné dans le motu proprio Sacrorum antistitum de 1910, encore appelé serment antimoderniste, que chaque prêtre est tenu de prononcer à l'occasion de son ordination sacerdotale,. En 1914 sont publiées les 24 thèses soutenant le thomisme. Quarante ecclésiastiques refusent de prêter serment.
Parallèlement, Pie X encourage personnellement la constitution du réseau dit « La Sapinière », créé par Umberto Benigni et destiné à lutter contre les catholiques soupçonnés de « modernisme », dans une organisation que l'historien Yves-Marie Hilaire décrit comme un système de « combisme ecclésiastique ».

### La «question française»

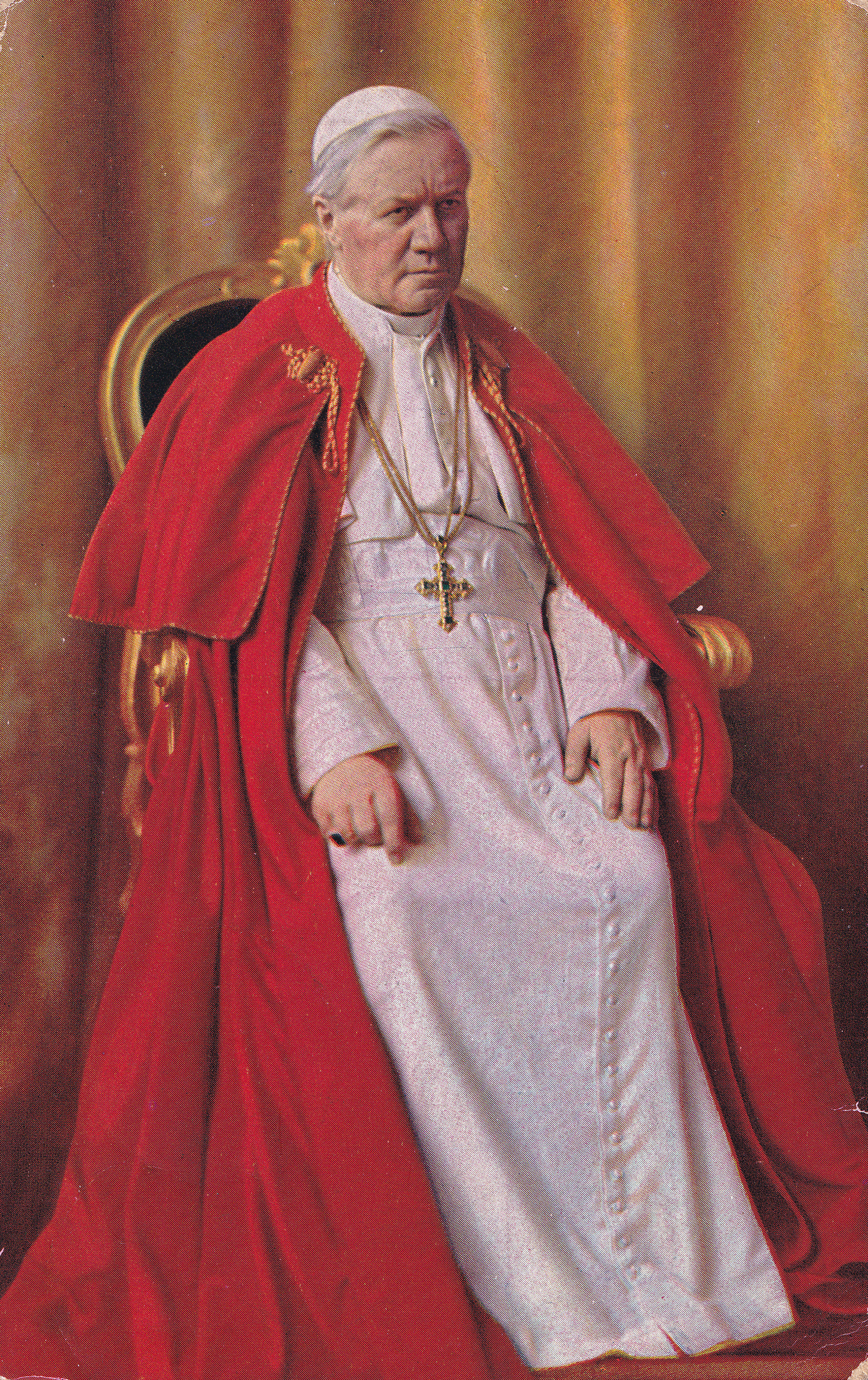
Pie X sur une ancienne photographie en couleur de 1907.

Il fait face à la loi française de séparation des Églises et de l'État, votée par le parlement le 9 décembre 1905, et qui s'inscrit dans le prolongement de la politique anticléricale menée par le précédent gouvernement d'Émile Combes, qui a ordonné la dissolution des congrégations religieuses et l'expulsion des religieux réguliers : enseignants, personnel des hospices , etc. (pendant de longues années, les religieux congréganistes désireux d'enseigner devront porter la soutane du clergé séculier).
Pie X se montre moins conciliant et plus dogmatique que son prédécesseur, Léon XIII. Bien que la majorité des évêques français conseille de se plier à la loi, Pie X interdit toute collaboration par l'encyclique Vehementer nos (11 février 1906), l'allocution consistoriale Gravissimum (21 février), et l'encyclique Gravissimo officii munere (10 août), que Louis Duchesne baptise malicieusement « Digitus in oculo » (« doigt dans l'œil »). Le pape affirme alors que la « loi […], en brisant violemment les liens séculaires par lesquels [la] nation [française] était unie au siège apostolique, crée à l'Église catholique, en France, une situation indigne d'elle et lamentable à jamais ».
Cette opposition du pape à la loi française a pour conséquence de compromettre la création des associations cultuelles, prévues par la loi, et de faire transférer les biens immobiliers de l'Église au profit de l'État. Ce n'est qu'en 1923 que la situation sera débloquée par la création des associations diocésaines.
En 1911, le concordat portugais prend pareillement fin.

### Relations avec le royaume d'Italie
À l'instar de ses prédécesseurs Pie IX et Léon XIII, Pie X maintient sa position de prisonnier du Vatican née de la prise de Rome par les forces armées du royaume d'Italie le 20 septembre 1870. Toutefois, face à la montée du socialisme, il assouplit le non expedit. Dans son encyclique de 1905, Il fermo proposito, il autorise les évêques à offrir une dispense permettant aux paroissiens d'exercer leurs droits législatifs lorsque « le bien suprême de la société » est en jeu.

### Liturgie
Avec sa connaissance du chant grégorien et de sa restauration, Pie X achève la plus importante centralisation de la liturgie de l'Église romaine depuis l'époque de Charlemagne, par la publication des livres en latin à la place des liturgies locales. Désormais, l'Église catholique va célébrer ses offices de la même manière jusqu'au IIe concile du Vatican.
Pie X publie son motu proprio « Inter pastoralis officii sollicitudines » le 22 novembre 1903, fête de Sainte-Cécile, patronne de la musique. Dans ce motu proprio, il précise ses instructions concernant la musique sacrée de l'Église romaine.
Pie X est également le fondateur de l'Institut pontifical de musique sacrée à Rome, en 1910. La fondation de cet établissement avait été proposée par Dom Angelo de Santi, le théologien et musicologue de Léon XIII et vieil ami de Pie X, qui est donc nommé le premier directeur de l'institut,.

### Dernières années

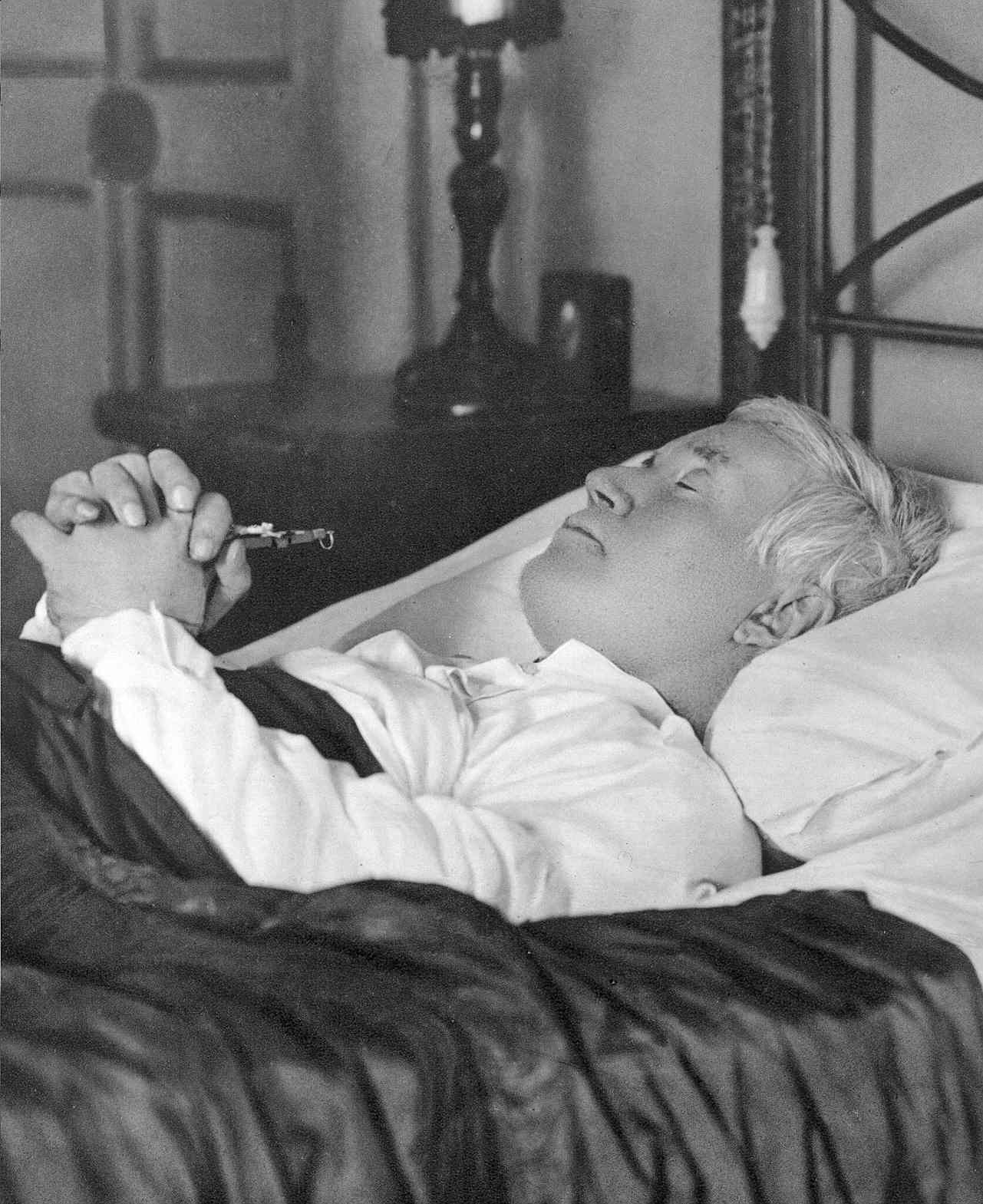
Pie X sur son lit de mort le 20 août 1914.

Dans l'encyclique Lacrimabili Statu du 7 juin 1912, Pie X s'élève contre le sort réservé aux Indiens d'Amérique du Sud et appelle les archevêques et évêques à agir en leur faveur, dénonçant les massacres, l'esclavage et les autres traitements indignes auxquels étaient soumises les populations indigènes, y compris par des catholiques, comme l'avait déjà dénoncé son prédécesseur Benoît XIV en 1741 mais sans grand effet.
Pie X est bouleversé lorsqu'éclate la Première Guerre mondiale, mais la question se pose de savoir s'il a tenté de la prévenir et si son entourage l'y encourageait. Même si selon une anecdote encore acceptée par Y.-M. Hilaire mais mise en doute par plusieurs historiens, y compris des catholiques, le pape refuse sa bénédiction aux armées austro-hongroises, disant « Je ne bénis que la paix », Rafael Merry del Val, toujours secrétaire d'État, ne tente rien pour dissuader l'Autriche-Hongrie d'entrer en guerre contre la Serbie. En tout état de cause, l'influence papale reste faible face à la montée des passions nationalistes et l'attitude du Saint-Siège semble incohérente.

### La mort du pape
Dans les premiers jours d'août 1914, alors que la Première Guerre mondiale plonge l'Europe dans le chaos, Pie X, profondément affecté par la montée des hostilités qu'il avait vainement tenté d'empêcher par des démarches diplomatiques et des appels à la paix, voit sa santé rapidement décliner. Épuisé par le chagrin et la souffrance morale causés par le conflit, il contracte une bronchite aiguë qui s'aggrave en pneumonie, compliquée par une faiblesse cardiaque et des troubles rénaux.
Après avoir reçu les derniers sacrements le 19 août, le pape Pie X s'éteint dans la nuit du 19 au 20 août 1914 à 1h20 du matin, au Vatican, à l'âge de 79 ans, dans une grande sérénité et un profond abandon à Dieu. Ses dernières paroles furent prononcées en dialecte vénitien : « Gesu, Giuseppe e Maria, vi dono il cuore e l'anima mia ! » (« Jésus, Joseph et Marie, je vous donne mon cœur et mon âme ! »). Sa mort, survenue au seuil de sa douzième année de pontificat, provoque une vive émotion parmi les fidèles, qui voient en lui la première grande victime morale de la guerre, et marque la fin d'un pontificat profondément attaché à la paix et à la défense de l'Église.
Les funérailles de Pie X furent célébrées avec une grande solennité dans la Basilique Saint-Pierre de Rome, en présence des cardinaux, du clergé romain, de représentants diplomatiques et d'une foule nombreuse malgré le contexte troublé de la guerre. Après la messe de funérailles, Pie X fut inhumé dans une chapelle de la Nécropole papale de la basilique Saint-Pierre, selon son vœu d'être enterré simplement, sans monument fastueux. Sa tombe devint rapidement un lieu de pèlerinage. Des années plus tard, après sa canonisation, son corps fut transféré sous l'autel de la chapelle de la Présentation, à l'intérieur de la basilique Saint-Pierre, dans un sarcophage de bronze ajouré par un vitrage, où il repose aujourd'hui.

## Canonisation

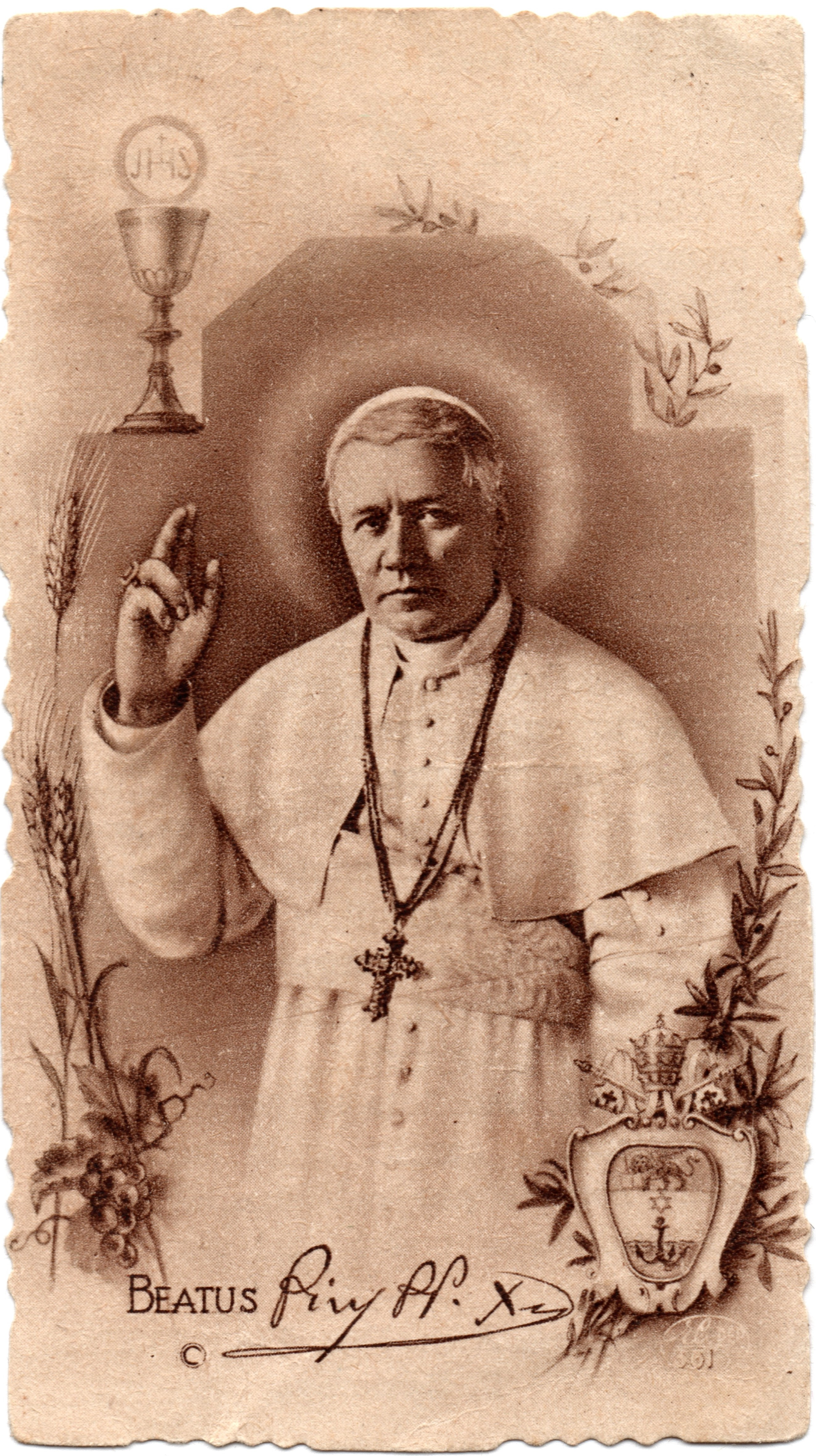
Image pieuse de saint Pie X.

Après sa mort, la dévotion envers Pie X ne cesse pas. Sa cause est ouverte dès le 24 février 1923 et on érige à Saint-Pierre de Rome un monument en sa mémoire pour le vingtième anniversaire de son accession au pontificat. Devant l'afflux des pèlerins venus prier sur sa tombe dans la crypte de la basilique Saint-Pierre, on fait sceller une croix de métal sur le sol de la basilique, afin que les pèlerins puissent s'agenouiller juste au-dessus de son tombeau. Des messes y sont dites jusqu'à l'avant-guerre.
Le 19 août 1939, Pie XII prononce un discours à sa mémoire et le 12 février 1943, en pleine guerre, « l'héroïcité de ses vertus » est proclamée. Peu après Pie X est déclaré « serviteur de Dieu ».
La Congrégation des rites ouvre alors le procès de béatification examinant en particulier deux miracles. En premier lieu, celui intervenu auprès de Marie-Françoise Deperras, religieuse qui, d'après les Acta Apostolicæ Sedis, était atteinte d'un cancer des os dont elle aurait été guérie en décembre 1928 et en second lieu celui d'une sœur Benedetta de Maria, de Boves (Italie), qui aurait été guérie d'un cancer de l'abdomen en 1938.
Ces deux miracles sont officiellement approuvés par Pie XII, le 11 février 1951, et aboutissent à la lettre de béatification de Pie X le 4 mars suivant. La cérémonie elle-même a lieu le 3 juin 1951 en la basilique Saint-Pierre, en présence de 23 cardinaux, de centaines d'archevêques et d'évêques et d'une foule de 100 000 pèlerins. Pie XII parle alors de Pie X comme du « pape de l'Eucharistie », pour avoir permis l'accès de la communion aux jeunes enfants et autorisé la communion eucharistique quotidienne.

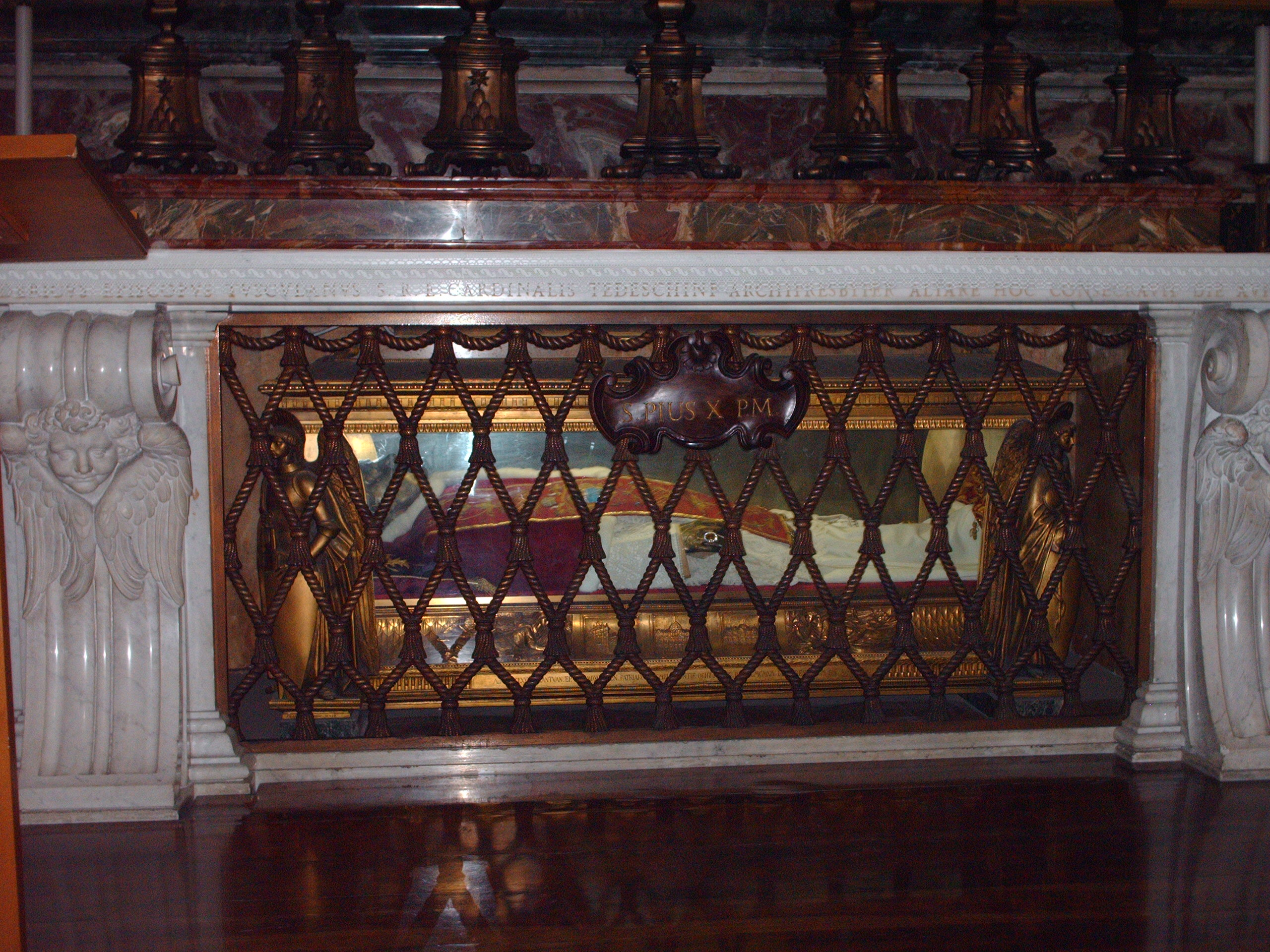
Châsse de saint Pie X dans la Basilique Saint-Pierre.

Le 17 février 1952, son corps est transféré de la crypte à son emplacement actuel sous l'autel de la chapelle de la Présentation, à l'intérieur de la basilique, dans un sarcophage de bronze ajouré par un vitrage.
Le 29 mai 1954, deux miracles sont reconnus par l'Église catholique, en premier lieu celui qui aurait permis la guérison d'un avocat italien — Francesco Belsami — d'un abcès pulmonaire, et l'autre celui qui aurait permis la guérison d'une religieuse — Sœur Maria-Ludovica Scorcia — affectée d'un virus du système nerveux. La messe de canonisation célébrée par Pie XII est suivie par une foule de 800 000 fidèles.
Pie X est le premier pape depuis le XVIe siècle à être canonisé, le dernier ayant été en 1712 Pie V qui avait régné de 1566 à 1572.
La fête de Saint-Pie X est célébrée le 21 août dans le nouveau calendrier liturgique. Il est fêté le 3 septembre dans l'ancien calendrier. Dans les prieurés de la FSSPX (Fraternité sacerdotale Saint-Pie-X), sa fête est une fête de 1re classe.
La basilique souterraine, plus récente et plus vaste des basiliques de Lourdes, est placée sous son patronage. Une relique de Saint Pie X est exposée à la chapelle 'Pax Christi'.

## Dans les arts et la culture populaire

### Littéraire
En 1913, Guillaume Apollinaire, exprimant la lassitude de l'Antiquité gréco-romaine et lui opposant le christianisme, qui « seul en Europe n'est pas antique », écrit dans son poème Zone un éloge paradoxal du pape qui avait condamné le modernisme :

« L'Européen le plus moderne c'est vous, pape Pie X. »

### Filmographie

#### Cinéma
En 1952, Pie X est l'un des principaux personnages du film Les hommes ne regardent pas le ciel d'Umberto Scarpelli. Le film revient sur la vive inquiétude du souverain pontife à la veille du déclenchement de la Première Guerre mondiale, alors qu'il tente d'appeler les nations à la paix. Il y est interprété par Henri Vidon.

#### Télévision

##### Série
En 2016, la personnalité de Pie X influence l'élaboration du personnage de Pie XIII dans la série The Young Pope de Paolo Sorrentino. Comme Pie X, Lenny Belardo (Jude Law) affirme un conservatisme intransigeant sur certains sujets, quitte à s'attirer les foudres de ses contemporains. Dans le premier épisode, le personnage contemple longuement un portrait de Pie X, ce qui semble accréditer cette filiation idéologique.
Ce pape fictif jouit d'une grande popularité et se montre capable de faire des miracles. Le plus significatif d'entre eux a lieu dans la série The New Pope (2020), où le pontife déchu parvient à guérir un jeune garçon rachitique et pratiquement agonisant. Ce moment peut faire écho à un épisode du pontificat de Pie X : le souverain pontife, prenant une fillette paralysée sur ses genoux, l'aurait immédiatement guérie. Lors d'une autre audience, il aurait également guéri le bras paralysé d'un homme adulte, qui revenait d'un pèlerinage infructueux à Lourdes. Ces récits ont contribué à accroître la réputation de sainteté de Pie X de son vivant.

## Succession apostolique
Pie X a ordonné les évêques suivants :
- Évêque Francesco Cherubin (it) (1899)
- Évêque Giacomo Radini-Tedeschi (1905)
- Évêque Ludovicus Baláš de Sipek (nl) (1905)
- Évêque Ottokár Prohászka (hu) (1905)
- Archevêque Gyula Zichy (hu) (1905)
- Évêque Charles du Pont de Ligonnès (1906)
- Évêque Pierre Dadolle (1906)
- Évêque Marie-Joseph Ollivier (1906)
- Évêque Adrien-Alexis Fodère (1906)
- Évêque Eugène-François Touzet (1906)
- Archevêque François-Léon Gauthey (1906)
- Évêque Charles-Paul Sagot du Vauroux (1906)
- Évêque Charles-Henri-Célestin Gibier (1906)
- Archevêque Jean Victor Émile Chesnelong (1906)
- Archevêque François-Xavier-Marie-Jules Gieure (1906)
- Évêque Félix-Adolphe-Camille-Jean-Baptiste Guillibert (1906)
- Évêque Alcime-Armand-Pierre-Marie Gouraud (1906)
- Archevêque Eugène-Jacques Grellier (1906)
- Évêque Jacques-Jean Gely (1906)
- Pape Benoît XV (1907)
- Cardinal Gaetano De Lai (1911)
- Cardinal Adam Stefan Sapieha (1911)
- Archevêque Pio da Langogne, O.F.M.Cap. (1911)